# Apollo e Giacinto
Apollo e Giacinto è un'opera scultorea in marmo realizzata da Benvenuto Cellini intorno al 1548. Alta 191 cm, è conservata nel Museo nazionale del Bargello a Firenze.

## Storia
Soddisfatto del risultato ottenuto con il marmoreo Ganimede, Cellini volle cimentarsi nuovamente con questo materiale scultoreo, aspirando ad un nuovo soggetto mitologico. Nel 1548, a poca distanza dal gruppo precedente, si mise al lavoro sul tema dello sfortunato amore tra Apollo e il giovane Giacinto.